# ایزابل آلنده
ایزابل آلنده (تلفظ نزدیک‌تر به اسپانیایی: ایسابل آیِنده؛ اسپانیایی: [isaˈβel aˈʝende] ()) (به اسپانیایی: Isabel Allende) (زادهٔ ۲ اوت ۱۹۴۲)، روزنامه‌نگار و نویسندهٔ آمریکای لاتین است. برخی از آثار او حاوی جنبه‌هایی از ژانر رئالیسم جادویی است. شهرت او بیشتر مرهون نخستین رمانش، خانهٔ ارواح، است و از آن پس، اکثر آثارش، از جمله جدیدترین رمان او، گلبرگی از دریا، با استقبال بسیار گسترده‌ای از طرف منتقدان و خوانندگان روبه‌رو شده است.
آلنده را «پرخواننده‌ترین نویسندهٔ اسپانیایی‌زبان در دنیا» می‌دانند. او در سال ۲۰۱۰ جایزهٔ ملی ادبیات شیلی را گرفت و در سال ۲۰۱۴ باراک اوباما رئیس‌جمهور وقت آمریکا نشان افتخار آزادی رئیس‌جمهوری را به او اعطا کرد.

## زندگی
ایزابل آلنده زادهٔ ۲ اوتِ ۱۹۴۲ در شهر لیمای پرو است. پدرش «توماس آلنده» پسر عموی سالوادور آلنده، رئیس‌جمهور فقید شیلی بود. توماس به عنوان سفیر شیلی در پرو مشغول به خدمت بود. پدرش در سال ۱۹۴۵ ایزابل ۳ ساله، خواهر، و مادرش را رها کرد و آن سه نفر به سانتیاگو کوچ نمودند و تا سال ۱۹۵۳ در آنجا باقی‌ماندند. با ازدواج دوباره مادرش با یک دیپلمات دیگر، خانواده به ناچار به بولیوی و سپس بیروت منتقل شد. ایزابل در بولیوی در مدرسه خصوصی آمریکایی‌ها و در بیروت در یک مدرسه انگلیسی به تحصیل پرداخت و در سال ۱۹۵۸ به شیلی بازگشت.
آلنده در ۱۹ سالگی با یک دانشجوی مهندسی شیلیایی تبار به نام «میگل فاریاس» ازدواج کرد و از او صاحب ۲ فرزند شد. ایزابل آلنده زندگی ادبی خود را با ترجمه مقالاتی برای یک مجله طرفدار حقوق زنان آغاز نمود. او مدتی نیز با سازمان غذا و کشاورزی سازمان ملل متحد (فائو) همکاری کرد. با سقوط دولت سالوادور آلنده توسط پینوشه، نام ایزابل آلنده نیز در فهرست تحت تعقیب قرار گرفت؛ بنابراین او مجبور شد به ونزوئلا فرار کند و به مدت ۱۳ سال در این کشور به حالت تبعید به سر برد. در این مدت او به نوشتن مقاله برای یکی از معروف‌ترین روزنامه‌های ونزوئلا پرداخت و مدتی نیز مدیریت یک مدرسه را برعهده گرفت. آلنده از سال ۲۰۰۳ به تابعیت آمریکا درآمده و اکنون در کالیفرنیا زندگی می‌کند.
ایزابل آلنده را پدیده ادبیات آمریکای لاتین می‌نامند. کسی که نزدیک ۵۷ میلیون نسخه از ۱۹ جلد کتابش به فروش رفته، آثارش به ۳۵ زبان ترجمه شده و دو فیلم اقتباسی از آن‌ها تهیه شده‌است.

## زندگی ادبی
رمان‌های او بیشتر در سبک رئالیسم جادویی جای می‌گیرند. در سال ۱۹۸۱ زمانی که پدربزرگش در بستر بیماری بود ایزابل نگاشتن نامه‌ای به وی را آغاز کرد که دستمایه رمان بزرگ «خانه ارواح» شد. ایزابل آلنده در کتاب «پائولا» (1995) خاطرات دوران کودکی‌اش در سانتیاگو و سال‌هایی که در تبعید گذراند را روایت می‌کند. این کتاب به صورت نامه‌ای پر از رنج و اندوه به دخترش نوشته شده است. در سال 1991، یک اشتباه در داروهای پائولا باعث آسیب شدید مغزی شد و او را در حالت نباتی مداوم قرار داد. آلنده ماه‌ها در کنار تخت پائولا گذراند تا اینکه متوجه شد خطای بیمارستانی باعث این آسیب مغزی شده است. آلنده پائولا را به بیمارستانی در کالیفرنیا منتقل کرد، جایی که او در 6 دسامبر 1992 درگذشت.
رمان‌های آلنده به بیش از 42 زبان ترجمه شده و بیش از 77 میلیون نسخه از آن‌ها فروخته شده است ونویسنده خود را به دریافت جوایز ادبی بسیاری مفتخر نموده‌اند کتاب «حاصل روزهای ما» (2008) او یک خاطرهنویسی است که بر زندگی‌اش با خانواده‌اش تمرکز دارد، خانواده‌ای که شامل پسر بزرگش نیکلاس، همسر دومش ویلیام گوردون و چندین نوه می‌شود. رمان «جزیره زیر دریا» که در نیواورلئان اتفاق می‌افتد، در سال 2010 منتشر شد. در سال 2011 کتاب «دفترچه یادداشت مایا» منتشر شد که محل وقوع آن بین برکلی، کالیفرنیا، چیلوئه در شیلی و لاس وگاس، نوادا متناوب است..https://en.wikipedia.org/wiki/Isabel Allende

## بنیادخیریه
ایزابل آلنده در تاریخ 9 دسامبر 1996 بنیاد ایزابل آلنده را تأسیس کرد، به افتخار دخترش پائولا فریاس آلنده، که پس از بروز عوارض بیماری پورفیریا به کما رفته و بستری شد. پائولا در سال 1992 در سن 29 سالگی درگذشت. این بنیاد "متمرکز بر حمایت از برنامه‌هایی است که حقوق بنیادی زنان و کودکان را برای توانمندسازی و حفاظت از آنها ترویج و حفظ می‌کند."

## برخی از کتب منتشر شده از وی به فارسی
- باد نام مرا می‌داند (شیرین رستگارپور)
- خانه ارواح (حشمت کامرانی)
- از عشق و سایه‌ها (عبدالله کوثری)
- داستان‌های اوالونا مجموعه‌ای شامل ۱۹ داستان (علیرضا جباری ملقب به علی آذرنگ)
- پائولا (مریم بیات)
- دختر بخت (اسدالله امرایی)
- پرتره به رنگ سپیا (عبدالله کوثری)
- زورو (محمدعلی مهمان‌نوازان)
- اینس روح من (عبدالله کوثری)
- تصویر کهنه (بیتا کاظمی)
- منهای عشق (گیسو پارسای)
- حاصل روزهای ما (نرگس میلانی)
- سرزمین خیالی من (مهوش عزیزی)
- جزیره زیر دریا (زهرا رهبانی)
- شهر جانوران (اسداله امرایی)(جلد اول از سه گانهٔ آلنده)
- سرزمین اژدهای طلایی (اسدالله امرایی)(جلد دوم از سه گانهٔ آلنده)
- جنگل کوتوله‌ها (آسیه و پروانه عزیزی)(جلد سوم از سه گانهٔ آلنده)
- گلبرگی از دریا (علیرضا شفیعی‌نسب) (نشر خوب)[۵]
- روح یک زن (ماندانا قدیانی) (نشر مهراندیش) [۶]